# Sfere di pietra della Costa Rica

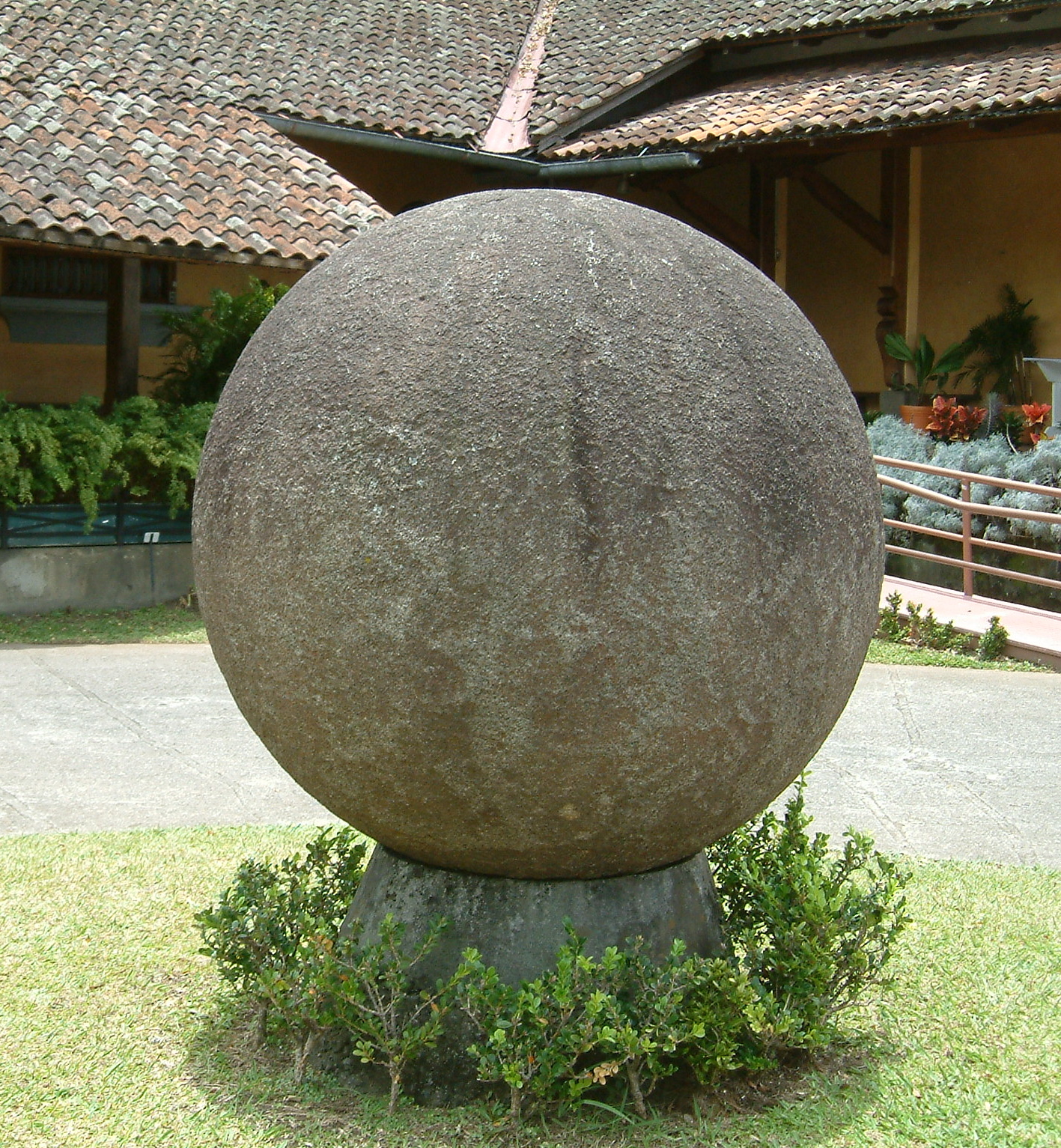
Sfera di pietra della cultura Diquís nel cortile del Museo Nazionale della Costa Rica. La sfera è il simbolo dell'identità culturale del Paese.

Le sfere di pietra della Costa Rica sono una serie di oltre trecento petrosfere che si trovano in Costa Rica, nell'area del delta del Diquís e sull'Isla del Caño. Localmente sono note come Las Bolas.
Le sfere sono comunemente attribuite all'estinta cultura Diquís e talvolta dette sfere Diquís.  Sono tra le sculture in pietra più conosciute dell'area istmo-colombiana e il loro esatto significato rimane incerto.
Nel mese di giugno 2014, gli insediamenti precolombiani di Chiefdom con le sfere sono stati aggiunti alla lista UNESCO dei siti del patrimonio mondiale. Nel luglio 2014 è stato approvato un progetto proposto nel 2011 per dichiarare le sfere come simbolo nazionale del Paese.
Le sfere di pietra sono considerate un simbolo nazionale e parte dell'identità culturale della Costa Rica, quindi è comune vederle installate in edifici governativi, musei o in alcune città. Alcune sono state portate fuori dal Paese, in particolare una si trova al museo della National Geographic Society a Washington e un'altra al Museo Peabody di Archeologia ed Etnografia, presso la Harvard University di Cambridge nel Massachusetts.

## Descrizione
Le sfere variano in dimensioni da pochi centimetri a oltre 2 metri di diametro e pesano fino a 15 tonnellate. La maggior parte sono scolpite dal gabbro, l'equivalente a grana grossa del basalto. Ce ne sono una dozzina di calcare ricco di conchiglie e un'altra dozzina di arenaria.
L'ipotesi sulla loro creazione prevalente è che siano state create martellando massi naturali con altre rocce, quindi lucidandole con la sabbia. Secondo gli studiosi pseudoscientifci è stata usata una pratica che consisteva nel riscaldare e poi raffreddare il granito, in modo da renderlo più malleabile. Non esistono comunque riscontri sul metodo di costruzione o lavorazione delle sfere, anche se il procedimento descritto è simile a quello utilizzato dalle civiltà precolombiane per costruire asce e statue di pietra.
Il grado di finitura e la precisione della lavorazione variano considerevolmente. Il gabbro proveniva da siti posti nelle colline di Talamanca, a diversi chilometri da dove si trovano le sfere finite, anche se alcune sfere non finite rimasero sulle colline.
Il sito archeologico della Farm 6 è stato datato al periodo Aguas Buenas (300–800 d.C.) e al periodo Chiriquí (800-1550 d.C.). Era un sito multifunzionale che ospitava un insediamento e un cimitero, e sul sito sono presenti anche resti di architettura monumentale e scultura. L'architettura monumentale è costituita da due tumuli che sono stati costruiti con muri di sostegno fatti di ciottoli di fiume arrotondati e pieni di terra. Il sito contiene più posizioni in cui si trovano grandi sfere di pietra in situ. Molte delle sfere di pietra nella regione sono state rimosse dalle loro posizioni originali e servono come decorazione per altre strutture del Paese. Questo ha reso difficile la ricostruzione delle informazioni sul loro contesto archeologico e su possibili allineamenti.
Le sfere rappresentano un enigma per gli studiosi che cercano di capire la loro origine. Non si conosce il motivo per cui furono costruite e chi le fece non lasciò nessun documento scritto. I dati archeologi permettono di ricostruire il contesto ma la cultura che le creò si estinse poco dopo la conquista spagnola.

## Storia

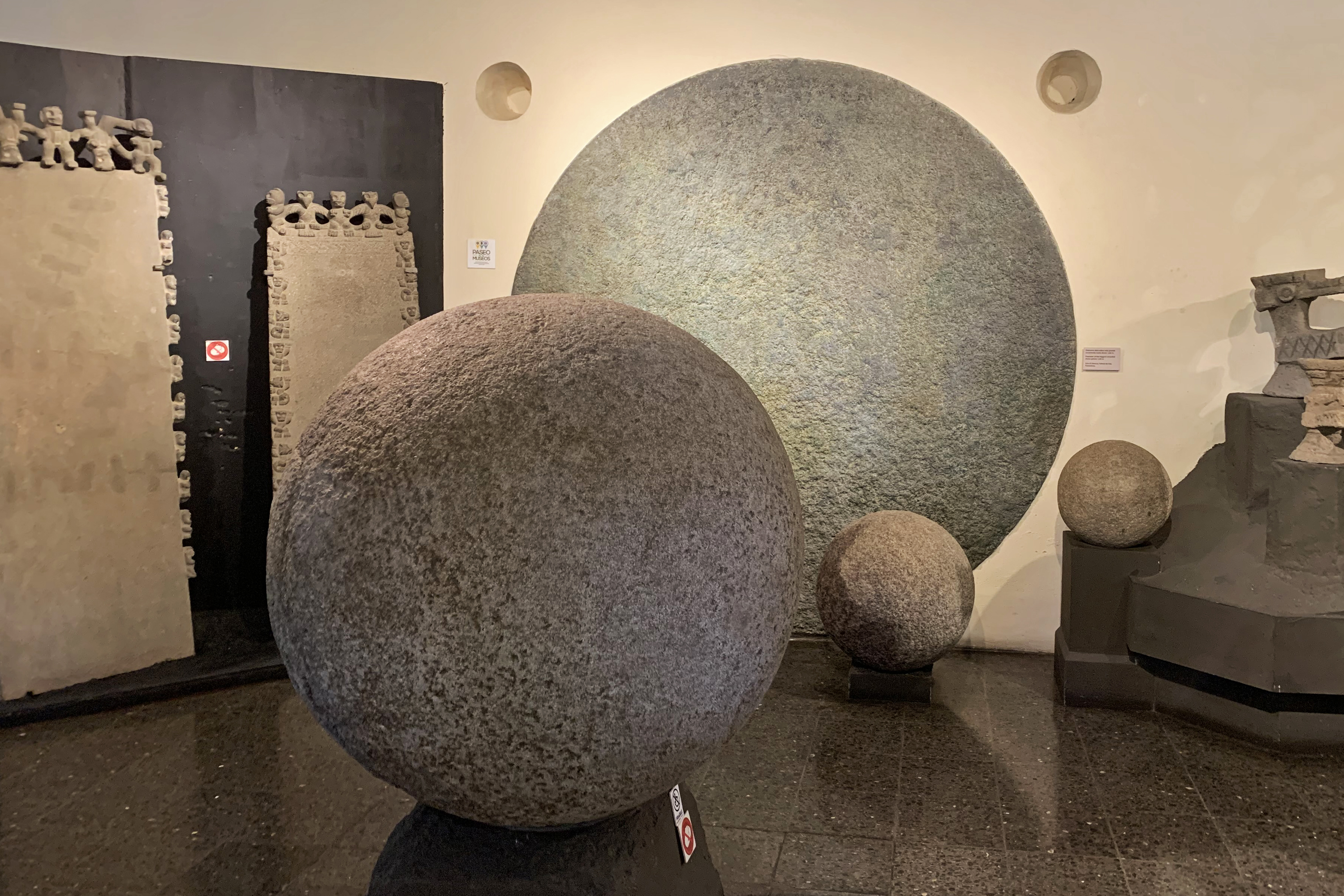
Sfere di pietra dei Diquí esposte al Museo Nacional de Costa Rica. A scopo di confronto, l'immagine sulla parete mostra il diametro della più grande sfera di pietra registrata, 2,66 metri

Si ritiene che le pietre siano state scolpite per la prima volta intorno al 600 d.C. con la maggior parte risalente al 1000 d.C. prima della conquista spagnola. L'unico metodo disponibile per datare le pietre scolpite è la stratigrafia, ma la maggior parte delle pietre non si trova più nella propria posizione originale.
Le sfere furono scoperte negli anni 1930 mentre la United Fruit Company stava ripulendo la giungla per creare delle piantagioni di banane. Gli operai vi incapparono con i bulldozer e l'equipaggiamento pesante, danneggiando alcune sfere. Inoltre, ispirati da storie di oro nascosto, gli operai hanno iniziato a praticare buchi nelle sfere e ad aprirli e molte sfere furono distrutte prima che le autorità intervenissero. Alcune delle sfere distrutte dalla dinamite sono state riassemblate e sono attualmente esposte al Museo Nazionale della Costa Rica a San José.
La prima indagine scientifica sulle sfere fu intrapresa poco dopo la loro scoperta da Doris Stone, figlia di un dirigente della United Fruit. Questi sono stati pubblicati nel 1943 su American Antiquity, attirando l'attenzione di Samuel Kirkland Lothrop del Peabody Museum presso l'Università di Harvard.  Nel 1948, lui e sua moglie tentarono di scavare un sito archeologico non correlato nella regione settentrionale della Costa Rica ma i disordini civili che funestavano la regione in quegli anni minacciavano la sicurezza della squadra di Lothrop. A San José conobbe Doris Stone, che diresse il gruppo verso la regione del Delta di Diquí, nel sud-ovest e ha fornito loro preziosi siti di scavo e contatti personali. Le scoperte di Lothrop furono pubblicate su Archeology of the Diquís Delta, Costa Rica 1963.
Il lavoro di Lothrop mirava a documentare tutti i siti archeologici contenenti sfere di pietra "in situ", a registrare il numero di sfere e le loro dimensioni e a creare mappe dettagliate che illustrassero entrambe le loro disposizione e allineamenti. Lothrop suggerì che le pietre fossero state posizionate in allineamenti astronomicamente significativi ma a oggi non c’è modo di verificare se la sua teoria sia corretta.
Dopo il lavoro di Lothrop e Stone, la ricerca nell'area prese una pausa per molti anni. Negli anni 1990, Claude Baudez e un team di ricercatori hanno iniziato a redigere una cronologia ceramica della regione osservando il cambiamento degli stili ceramici nel tempo. La ricerca condotta da Ifigenia Quintanilla, sotto la direzione del MNCR dal 1991 al 1996, è stata condotta nella regione nell'ambito del progetto "Man and Environment in Sierpe-Terraba", incentrato su modelli di insediamento, sequenze occupazionali e risorse utilizzate nella regione.
Francisco Corrales e Adrian Badilla, archeologi del Museo Nacional de Costa Rica, hanno svolto continue ricerche nella regione dal 2002, concentrandosi in particolare su quattro siti archeologici nella regione contenenti sfere di pietra. Questi siti includono Grijalba, Batambal, El Silencio e "Farm 6". Corrales e Badilla hanno prodotto un opuscolo intitolato El Paisaje Cultural del Delta del Diquísche che fornisce una rapida panoramica della storia del delta di Diquí, della storia delle piantagioni di banane e dell'UFCO, dell'ambiente naturale, dei siti archeologici della regione e dell'importanza della regione di Diquí come patrimonio mondiale dell'UNESCO.
La ricerca è attualmente in corso presso il sito "Farm 6" sotto la direzione di archeologi del Museo Nacional de Costa Rica.
Recenti aggiornamenti di questa ricerca hanno sottoposto all'analisi del carbonio 14 alcune superfici e parti interne di alcune sfere portando alla rilevazione della datazione al 4.000 - 5.000 a.C. Tale datazione solleva seri dubbi e misteri sull'origine degli elementi sferoidali.

## Ipotesi pseudo-scientifiche

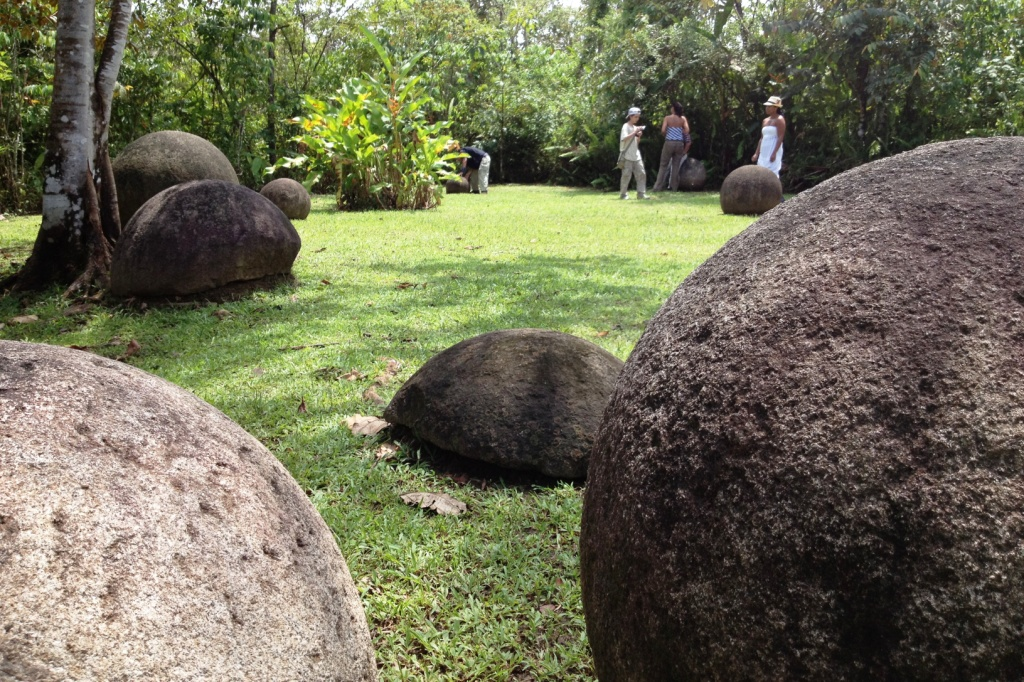
Alcune delle sfere di pietra trovate nel sito Farm 6 sotto la tutela del Museo Nazionale della Costa Rica

Le sfere di pietra della Costa Rica sono state oggetto di speculazioni pseudoscientifiche, fin dalle pubblicazioni dei libri di Erich von Däniken nel 1971.
Alcune leggende locali affermano che gli abitanti nativi erano in possesso di una tecnica in grado di ammorbidire la roccia, consentendogli di plasmarla e modellarla a loro piacimento. Una leggenda simile si racconta anche sui costruttori di Sacsayhuamán e di Cuzco. La leggenda afferma che gli antichi fossero in possesso di un particolare liquido ottenuto dalle piante, capace di rendere la pietra morbida e facile da modellare.
Nella cosmologia Bribri, condivisa da altri popoli precolombiani le sfere di pietra vengono indicate come le “palle di cannone di Tara”: Tara, o Tlatchque, era venerato come dio del tuono, il quale utilizzava un cannone gigante per sparare i suoi colpi verso Serkes, divinità dei venti e degli uragani, al fine di scacciarlo via dai suoi possedimenti.
Altri ancora ritengono che le sfere di roccia della Costa Rica siano i resti dell’antica cultura atlantidea. Lo stesso Lothrop era convinto che le sfere fossero molto antiche, e che quindi gli indigeni locali non avessero fatto altro che custodire un lascito di una popolazione antecedente. Le rocce non sarebbero state fabbricate dai nativi americani, ma semplicemente ricevute in eredità e custodite. Non ci sono comunque prove a sostegno di queste speculazioni.